# Krusics Péter

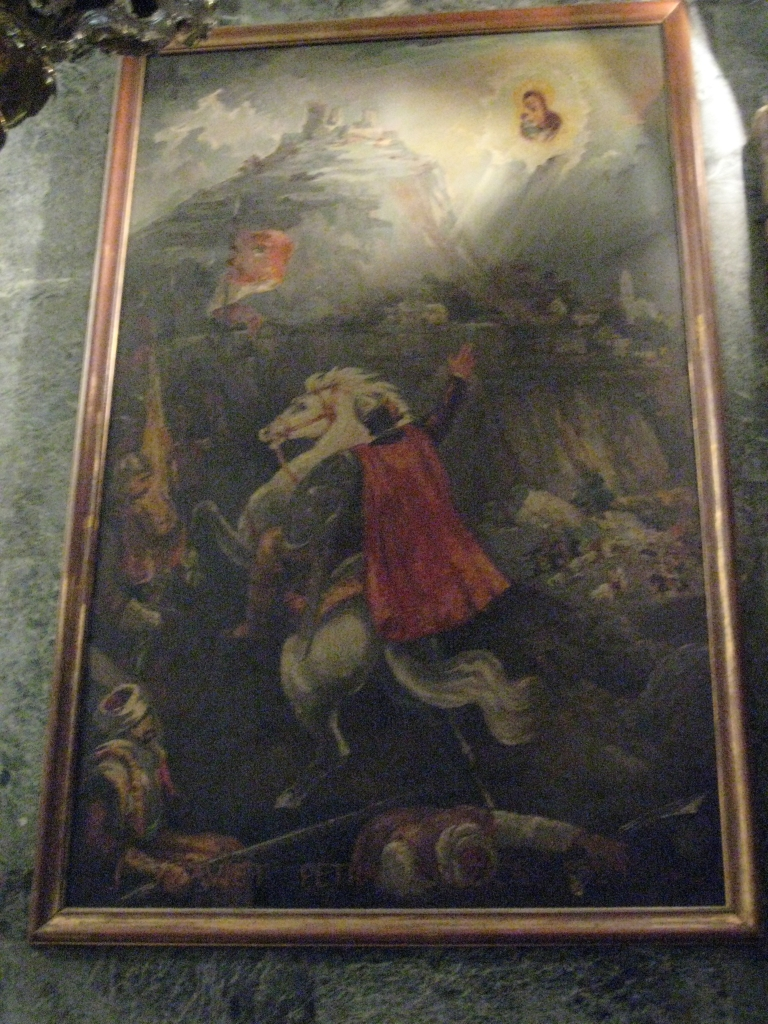
Krusics Péter olajfestménye a trsati templomban.

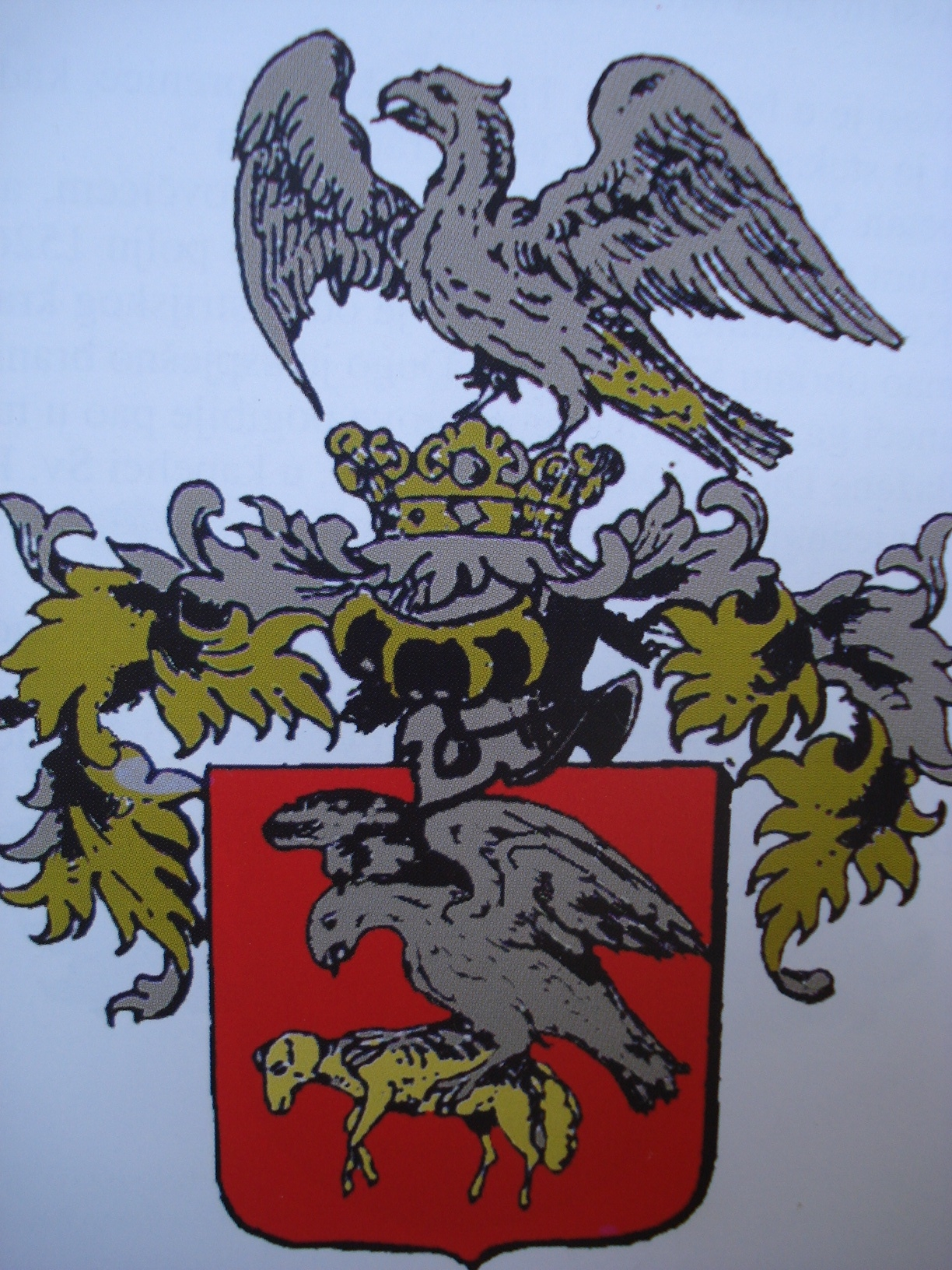
A Kruzsics család címere

Krusics Péter vagy Kruzsics Péter (horvátul Petar Kružić, németesen Peter Krusitsch) (1491. október 16. – Klissza, 1537. március 12.) horvát várkapitány és hadvezér, Klissza hősi halt védője.

## Élete

### Feltevések származása körül
Származását illetően három szélesebb körben ismert teória létezik. Az első szerint egy Krug nevű településről van, innen lehet a neve Krugi tehát Kružić. A másik szerint egy Poljice nevű faluból való, mivel Klissza legtöbb katonája is innen került ki. A harmadik szerint szülőhelyét a Fiume melletti Trsatban kell keresni.

### Katonai pályája
Krusics már 1513-ban szolgált Klisszában. Beriszló Péter horvát bán 1521-ben Zengg kapitányává nevezte ki Orlovics György mellé. Orlovics 1526-ban elesett a mohácsi mezőn és ezután már kizárólag Krusics volt a várkapitány.

1524-ben ő és Orlovics mentették fel Klisszát a boszniai törökök ostroma alól, ezért II. Lajos mindkettejüket megjutalmazta, megkapták a szlavóniai Berznica kastélyát. A védők nagyrészt az uszkókok köréből kerültek ki.
Orlovics halála után jelentős terheket kellett, hogy vállaljon Klissza védelmében. 1532-ben ismét megmentette Klisszát, amit a törökök kis híján árulással bevettek. Ezután behatolt Boszniába és Solina várát bevette szeptember 18-án.

Klissza védelméhez külföldről is, többek között a pápától is próbált segítséget kivitelezni. Habsburg Ferdinánd azt tanácsolta, hogy Solinát erősítse meg, de erre nem került sor. Közben a velenceiek megpróbálták elérni Klissza átadását, hogy azt a maguk dalmát területeinek védelmére használhassák föl, de Krusics ezt meggátolta.

Klisszát főleg VII. Kelemen és III. Pál pápa segítségével erősítette, annyira, hogy maga Nagy Szulejmán is úgy vélekedett, hogy Klissza pápai város.

1535-ben a törökök ismét árulás útján próbálták megszerezni Klisszát, de Krusics ébersége ezúttal is meghiúsította a tervet. 1536-ban viszont a törökök jelentős károkat okoztak a vár előretolt védelmi támaszpontjaiban, ezért közvetlenül is meg tudták közelíteni a várat.
1537 márciusában egy kétezer fős török hadtest támadt a várra. Krusics ezer emberével szállt harcba velük, s a csatában Atlia agával bocsátkozott párviadalba, aki megölte és levágta a fejét. Elestével megszűnt az ellenállás Klisszában.
Földi maradványait a trsati templomban helyezték végső nyugalomra, a róla elnevezett Szent Péter oltár alatt.